# AKB48 34th 싱글 선발 가위바위보 대회
AKB48 34th 싱글 선발 가위바위보 대회(일본어: AKB48 34thシングル選抜じゃんけん大会 エーケービーフォーティエイト サーティフォースシングルせんばつじゃんけんたいかい[*])는 AKB48의 34th 싱글의 선발 멤버를 결정하는 이벤트이다.
본선은 2013년 9월 18일에 일본 무도관에서 개최되었다. 이 대회에서 상위 16명까지의 멤버가 34th 싱글 〈플라타너스 나무가 서 있는 길에서 「네 미소가 꿈에 나왔어」라고 말해버린다면 우리들의 관계는 어떻게 변하는 걸까, 나 나름대로 며칠이고 생각해본 후의 조금 부끄러운 결론처럼〉(鈴懸の木の道で「君の微笑みを夢に見る」と言ってしまったら僕たちの関係はどう変わってしまうのか、僕なりに何日か考えた上でのやや気恥ずかしい結論のようなもの)의 선발 멤버가 된다.

## 개요
대회의 실시는 2013년 6월 23일에 쿄세라 돔 오사카에서 개최된 〈안녕 크롤〉의 전국 악수회 이벤트에서 발표되었다.
본선의 사회는 후쿠자와 아키라, 어시스턴트는 후지 TV의 아나운서 마츠오 미도리가 맡았으며 입장 콜은 레니 하트, 심판은 후지 TV의 아나운서 이토 토시히로, 부 심판은 AKB48 각 그룹의 극장 지배인들(유아사 히로시·시바 토모야·카네코 츠요시·오자키 미츠루)이 각각 담당했다.

### 출전권
전년 대회 후 팀 BII가 결성되어 SKE48과 같이 3팀 체제가 된 NMB48에는 예비전 승자 전형이 전회의 6개에서 SKE48과 동수인 8개로 증가했고 AKB48 연구생 예비전 승자 전형이 전회의 1개에서 4개로 증가했지만 AKB48 정규 멤버는 예비전이 면제된 멤버의 인원 변동에 따라 본선 진출 예정자는 이전의 86명에서 85명으로 감소했다. 이번 대회에도 SKE48 연구생·NMB48 연구생·HKT48 연구생은 각 예비 대회에 출전하는 연구생 예비전을 이겨낼 필요가 생겼지만 전회에는 1개로 통일되었던 각 그룹의 예비전 승자 전형은 SKE48과 HKT48이 4개, NMB48은 3개로 확대되었다. 또한 JKT48 및 SNH48의 전임 멤버들은 참가하지 않았다. AKB48 연구생 예비전 후에 승격된 팀4의 멤버는 정규 멤버의 전형이 부여되지 않고 연구생으로 예비전을 이겨낸 고지마 마코만 본선에 진출했다. 또한 각 자매 그룹의 본선 참가 인원 전형은 토리고에 노리오(도카이 대학 이학부 정보수학학과 부교수)에 의해 산출되었다. 자세한 내용은 다음과 같다.
AKB48
정규 멤버 62명 - 예비전 없이 본선 진출
연구생 - 2013년 7월 6일 AKB48 극장에서 연구생 추첨 및 연구생 예비전을 개최, 우승자 4명(코지마 마코·오오와다 나나·츠치야스 미즈키·유모토 아미)이 본선 진출
SKE48
본선 출전권 8명(이소하라 쿄카·사토 세이라·우치야마 미코토·타케우치 마이·마츠모토 리나·이치노 나루미·미즈노 호노카·미야마에 아미)
SKE48 연구생 예비전 - 2013년 7월 2일 SKE48 극장에서 개최, 우승자 3명이 SKE48 예비전 출전권 획득
SKE48 예비전 - 2013년 7월 3일 정규 멤버 44명과 SKE48 연구생 예비전 승자 4명 등 총 48명에 의한 추첨을 실시해 그대로 개표
NMB48
본선 출전권 8명(시로마 미루·오키타 아야카·코야나기 아리사·무라카미 아야카·카미에다 에미카·코바야시 리카코·우노 미즈키·모리타 아야카)
NMB48 연구생 예비전 - 2013년 6월 29일 NMB48 극장에서 추첨을 실시해 그대로 개표, 우승자 4명이 NMB48 예비전 출전권 획득
NMB48 예비전 - 2013년 7월 4일 정규 멤버 43명과 NMB48 연구생 예비전의 승자 3명 등 총 46명에 의한 추첨을 실시해 그대로 개표
HKT48
본선 출전권 3명(타나카 나츠미·미야와키 사쿠라·토모나가 미오)
HKT48 연구생 예비전 - 2013년 7월 10일 HKT48 극장에서 추첨을 실시해 그대로 개표, 우승자 4명이 HKT48 예비전 출전권 획득
HKT48 예비전 - 같은 날 연구생 예비전 종료 후 정규 멤버 14명과 HKT48 연구생 예비전의 승자 4명 등 총 18명에 의한 추첨을 실시해 그대로 개표
또한 출전권을 가지고 있던 멤버 중 AKB48의 나카마타 시오리는 이전에 졸업을 선언했기 때문에 출전을 사퇴했고 NMB48의 고바야시 리카코는 부상으로 인해 출전을 사퇴했다.

## 규칙
- 모두 단판 승부
- 구호 "잔·켄·폰", "처음은 보" 등은 없음
- 무승부인 경우 준비 자세에서 다시 한 번 시도
- 상대의 '손'이 결정된 후에 '손'을 내는 경우 '후 내밀기'라고 하며 후 내밀기 승리는 무효로 이것이 의심되는 경우 VTR 판독 및 심판에 의해 후 내밀기인지 아닌지를 판단

## 엔트리부터 토너먼트의 흐름
라운드마다 경기를 소화했던 작년 대회와는 토너먼트의 흐름이 변경되어 3회전까지 블록별로 정리해 소화했다. 4회전 이후로는 종래와 같은 순서로 진행되었다.
굵은 글씨는 승리자이며 소속 중 'A연'은 AKB48 연구생, 'N연'은 NMB48 연구생, 'S연'은 SKE48 연구생, 'H연'은 HKT48 연구생, 'SNH'는 SNH48의 멤버를 나타낸다.
출장 사퇴는 취소 선으로 표기.
| 그룹 | 1회전 | 1회전                           | 1회전           | 2회전                           | 3회전                           | 4회전                         | 준준결승                      | 준결승                      | 결승                          |
| 그룹 | No.   | 이름                            | 소속            | 2회전                           | 3회전                           | 4회전                         | 준준결승                      | 준결승                      | 결승                          |
| ---- | ----- | ------------------------------- | --------------- | ------------------------------- | ------------------------------- | ----------------------------- | ----------------------------- | --------------------------- | ----------------------------- |
| A    | 1 2   | 마츠이 쥬리나 무토 토무         | 팀S/팀K 팀K     | 마츠이 쥬리나 야구라 후코       | 마츠이 쥬리나 시마다 하루카     | 마츠이 쥬리나 우노 미즈키     | 마츠이 쥬리나 타노 유카       | 마츠이 쥬리나 히라타 리나   | 마츠이 쥬리나 카미에다 에미카 |
| A    | 3     | 야구라 후코                     | 팀M/팀A         | 마츠이 쥬리나 야구라 후코       | 마츠이 쥬리나 시마다 하루카     | 마츠이 쥬리나 우노 미즈키     | 마츠이 쥬리나 타노 유카       | 마츠이 쥬리나 히라타 리나   | 마츠이 쥬리나 카미에다 에미카 |
| A    | 4 5   | 코바야시 카나 시마다 하루카     | 팀K             | 시마다 하루카 요코야마 유이     | 마츠이 쥬리나 시마다 하루카     | 마츠이 쥬리나 우노 미즈키     | 마츠이 쥬리나 타노 유카       | 마츠이 쥬리나 히라타 리나   | 마츠이 쥬리나 카미에다 에미카 |
| A    | 6     | 요코야마 유이                   | 팀A             | 시마다 하루카 요코야마 유이     | 마츠이 쥬리나 시마다 하루카     | 마츠이 쥬리나 우노 미즈키     | 마츠이 쥬리나 타노 유카       | 마츠이 쥬리나 히라타 리나   | 마츠이 쥬리나 카미에다 에미카 |
| A    | 7 8   | 코지마 마코 이와타 카렌         | 팀4 팀A         | 코지마 마코 와타나베 미유키     | 코지마 마코 우노 미즈키         | 마츠이 쥬리나 우노 미즈키     | 마츠이 쥬리나 타노 유카       | 마츠이 쥬리나 히라타 리나   | 마츠이 쥬리나 카미에다 에미카 |
| A    | 9     | 와타나베 미유키                 | 팀N/팀B         | 코지마 마코 와타나베 미유키     | 코지마 마코 우노 미즈키         | 마츠이 쥬리나 우노 미즈키     | 마츠이 쥬리나 타노 유카       | 마츠이 쥬리나 히라타 리나   | 마츠이 쥬리나 카미에다 에미카 |
| A    | 10    | 우노 미즈키                     | N연             | 우노 미즈키 오오와다 나나       | 코지마 마코 우노 미즈키         | 마츠이 쥬리나 우노 미즈키     | 마츠이 쥬리나 타노 유카       | 마츠이 쥬리나 히라타 리나   | 마츠이 쥬리나 카미에다 에미카 |
| A    | 11    | 오오와다 나나                   | A연             | 우노 미즈키 오오와다 나나       | 코지마 마코 우노 미즈키         | 마츠이 쥬리나 우노 미즈키     | 마츠이 쥬리나 타노 유카       | 마츠이 쥬리나 히라타 리나   | 마츠이 쥬리나 카미에다 에미카 |
| B    | 12 13 | 타케우치 마이 이시다 하루카     | 팀KII 팀B       | 이시다 하루카 토모나가 미오     | 토모나가 미오 타노 유카         | 타노 유카 후루하타 나오       | 마츠이 쥬리나 타노 유카       | 마츠이 쥬리나 히라타 리나   | 마츠이 쥬리나 카미에다 에미카 |
| B    | 14    | 토모나가 미오                   | H연             | 이시다 하루카 토모나가 미오     | 토모나가 미오 타노 유카         | 타노 유카 후루하타 나오       | 마츠이 쥬리나 타노 유카       | 마츠이 쥬리나 히라타 리나   | 마츠이 쥬리나 카미에다 에미카 |
| B    | 15    | 타노 유카                       | 팀A             | 타노 유카 무라카미 아야카       | 토모나가 미오 타노 유카         | 타노 유카 후루하타 나오       | 마츠이 쥬리나 타노 유카       | 마츠이 쥬리나 히라타 리나   | 마츠이 쥬리나 카미에다 에미카 |
| B    | 16    | 무라카미 아야카                 | 팀M             | 타노 유카 무라카미 아야카       | 토모나가 미오 타노 유카         | 타노 유카 후루하타 나오       | 마츠이 쥬리나 타노 유카       | 마츠이 쥬리나 히라타 리나   | 마츠이 쥬리나 카미에다 에미카 |
| B    | 17 18 | 오키타 아야카 타카죠 아키       | 팀M 팀J/팀B     | 오키타 아야카 코지마 나츠키     | 오키타 아야카 후루하타 나오     | 타노 유카 후루하타 나오       | 마츠이 쥬리나 타노 유카       | 마츠이 쥬리나 히라타 리나   | 마츠이 쥬리나 카미에다 에미카 |
| B    | 19    | 코지마 나츠키                   | 팀B             | 오키타 아야카 코지마 나츠키     | 오키타 아야카 후루하타 나오     | 타노 유카 후루하타 나오       | 마츠이 쥬리나 타노 유카       | 마츠이 쥬리나 히라타 리나   | 마츠이 쥬리나 카미에다 에미카 |
| B    | 20    | 후루하타 나오                   | 팀E/팀K         | 후루하타 나오 모리타 아야카     | 오키타 아야카 후루하타 나오     | 타노 유카 후루하타 나오       | 마츠이 쥬리나 타노 유카       | 마츠이 쥬리나 히라타 리나   | 마츠이 쥬리나 카미에다 에미카 |
| B    | 21    | 모리타 아야카                   | N연             | 후루하타 나오 모리타 아야카     | 오키타 아야카 후루하타 나오     | 타노 유카 후루하타 나오       | 마츠이 쥬리나 타노 유카       | 마츠이 쥬리나 히라타 리나   | 마츠이 쥬리나 카미에다 에미카 |
| C    | 22 23 | 미즈노 호노카 나가오 마리야     | 팀E 팀K         | 나가오 마리야 모리카와 아야카   | 모리카와 아야카 아베 마리아     | 아베 마리아 키타하라 리에     | 아베 마리아 히라타 리나       | 마츠이 쥬리나 히라타 리나   | 마츠이 쥬리나 카미에다 에미카 |
| C    | 24    | 모리카와 아야카                 | 팀A             | 나가오 마리야 모리카와 아야카   | 모리카와 아야카 아베 마리아     | 아베 마리아 키타하라 리에     | 아베 마리아 히라타 리나       | 마츠이 쥬리나 히라타 리나   | 마츠이 쥬리나 카미에다 에미카 |
| C    | 25 26 | 마에다 아미 타카하시 쥬리       | 팀K 팀A         | 타카하시 쥬리 아베 마리아       | 모리카와 아야카 아베 마리아     | 아베 마리아 키타하라 리에     | 아베 마리아 히라타 리나       | 마츠이 쥬리나 히라타 리나   | 마츠이 쥬리나 카미에다 에미카 |
| C    | 27    | 아베 마리아                     | 팀K             | 타카하시 쥬리 아베 마리아       | 모리카와 아야카 아베 마리아     | 아베 마리아 키타하라 리에     | 아베 마리아 히라타 리나       | 마츠이 쥬리나 히라타 리나   | 마츠이 쥬리나 카미에다 에미카 |
| C    | 28 29 | 미야자키 미호 코바야시 마리나   | 팀K 팀A         | 코바야시 마리나 키타하라 리에   | 키타하라 리에 타카하시 미나미   | 아베 마리아 키타하라 리에     | 아베 마리아 히라타 리나       | 마츠이 쥬리나 히라타 리나   | 마츠이 쥬리나 카미에다 에미카 |
| C    | 30    | 키타하라 리에                   | 팀K             | 코바야시 마리나 키타하라 리에   | 키타하라 리에 타카하시 미나미   | 아베 마리아 키타하라 리에     | 아베 마리아 히라타 리나       | 마츠이 쥬리나 히라타 리나   | 마츠이 쥬리나 카미에다 에미카 |
| C    | 31    | 후지타 나나                     | 팀K             | 후지타 나나 타카하시 미나미     | 키타하라 리에 타카하시 미나미   | 아베 마리아 키타하라 리에     | 아베 마리아 히라타 리나       | 마츠이 쥬리나 히라타 리나   | 마츠이 쥬리나 카미에다 에미카 |
| C    | 32    | 타카하시 미나미                 | 팀A             | 후지타 나나 타카하시 미나미     | 키타하라 리에 타카하시 미나미   | 아베 마리아 키타하라 리에     | 아베 마리아 히라타 리나       | 마츠이 쥬리나 히라타 리나   | 마츠이 쥬리나 카미에다 에미카 |
| D    | 33 34 | 츠치야스 미즈키 스즈키 마리야   | A연 SNH/팀A     | 츠치야스 미즈키 타케우치 미유   | 츠치야스 미즈키 와타나베 마유   | 츠치야스 미즈키 히라타 리나   | 아베 마리아 히라타 리나       | 마츠이 쥬리나 히라타 리나   | 마츠이 쥬리나 카미에다 에미카 |
| D    | 35    | 타케우치 미유                   | 팀B             | 츠치야스 미즈키 타케우치 미유   | 츠치야스 미즈키 와타나베 마유   | 츠치야스 미즈키 히라타 리나   | 아베 마리아 히라타 리나       | 마츠이 쥬리나 히라타 리나   | 마츠이 쥬리나 카미에다 에미카 |
| D    | 36    | 와타나베 마유                   | 팀A             | 와타나베 마유 카시와기 유키     | 츠치야스 미즈키 와타나베 마유   | 츠치야스 미즈키 히라타 리나   | 아베 마리아 히라타 리나       | 마츠이 쥬리나 히라타 리나   | 마츠이 쥬리나 카미에다 에미카 |
| D    | 37    | 카시와기 유키                   | 팀B             | 와타나베 마유 카시와기 유키     | 츠치야스 미즈키 와타나베 마유   | 츠치야스 미즈키 히라타 리나   | 아베 마리아 히라타 리나       | 마츠이 쥬리나 히라타 리나   | 마츠이 쥬리나 카미에다 에미카 |
| D    | 38 39 | 카토 레나 나카타 치사토         | 팀B 팀K         | 나카타 치사토 히라타 리나       | 히라타 리나 코지마 하루나       | 츠치야스 미즈키 히라타 리나   | 아베 마리아 히라타 리나       | 마츠이 쥬리나 히라타 리나   | 마츠이 쥬리나 카미에다 에미카 |
| D    | 40    | 히라타 리나                     | 팀K             | 나카타 치사토 히라타 리나       | 히라타 리나 코지마 하루나       | 츠치야스 미즈키 히라타 리나   | 아베 마리아 히라타 리나       | 마츠이 쥬리나 히라타 리나   | 마츠이 쥬리나 카미에다 에미카 |
| D    | 41    | 노자와 레나                     | 팀J/팀K         | 노자와 레나 코지마 하루나       | 히라타 리나 코지마 하루나       | 츠치야스 미즈키 히라타 리나   | 아베 마리아 히라타 리나       | 마츠이 쥬리나 히라타 리나   | 마츠이 쥬리나 카미에다 에미카 |
| D    | 42    | 코지마 하루나                   | 팀B             | 노자와 레나 코지마 하루나       | 히라타 리나 코지마 하루나       | 츠치야스 미즈키 히라타 리나   | 아베 마리아 히라타 리나       | 마츠이 쥬리나 히라타 리나   | 마츠이 쥬리나 카미에다 에미카 |
| E    | 43 44 | 이치카와 미오리 코다마 하루카   | 팀B/팀N 팀H/팀A | 이치카와 미오리 카와에이 리나   | 이치카와 미오리 카미에다 에미카 | 카미에다 에미카 후지에 레이나 | 카미에다 에미카 키쿠치 아야카 | 카미에다 에미카 오오바 미나 | 마츠이 쥬리나 카미에다 에미카 |
| E    | 45    | 카와에이 리나                   | 팀A             | 이치카와 미오리 카와에이 리나   | 이치카와 미오리 카미에다 에미카 | 카미에다 에미카 후지에 레이나 | 카미에다 에미카 키쿠치 아야카 | 카미에다 에미카 오오바 미나 | 마츠이 쥬리나 카미에다 에미카 |
| E    | 46 47 | 카미에다 에미카 타나카 나츠미   | 팀BII 팀H       | 카미에다 에미카 나카마타 시오리 | 이치카와 미오리 카미에다 에미카 | 카미에다 에미카 후지에 레이나 | 카미에다 에미카 키쿠치 아야카 | 카미에다 에미카 오오바 미나 | 마츠이 쥬리나 카미에다 에미카 |
| E    | 48    | 나카마타 시오리                 | 팀A             | 카미에다 에미카 나카마타 시오리 | 이치카와 미오리 카미에다 에미카 | 카미에다 에미카 후지에 레이나 | 카미에다 에미카 키쿠치 아야카 | 카미에다 에미카 오오바 미나 | 마츠이 쥬리나 카미에다 에미카 |
| E    | 49 50 | 이즈타 리나 우치다 마유미       | 팀A 팀K         | 이즈타 리나 치카노 리나         | 치카노 리나 후지에 레이나       | 카미에다 에미카 후지에 레이나 | 카미에다 에미카 키쿠치 아야카 | 카미에다 에미카 오오바 미나 | 마츠이 쥬리나 카미에다 에미카 |
| E    | 51    | 치카노 리나                     | 팀K             | 이즈타 리나 치카노 리나         | 치카노 리나 후지에 레이나       | 카미에다 에미카 후지에 레이나 | 카미에다 에미카 키쿠치 아야카 | 카미에다 에미카 오오바 미나 | 마츠이 쥬리나 카미에다 에미카 |
| E    | 52    | 사토 아미나                     | 팀K             | 사토 아미나 후지에 레이나       | 치카노 리나 후지에 레이나       | 카미에다 에미카 후지에 레이나 | 카미에다 에미카 키쿠치 아야카 | 카미에다 에미카 오오바 미나 | 마츠이 쥬리나 카미에다 에미카 |
| E    | 53    | 후지에 레이나                   | 팀K             | 사토 아미나 후지에 레이나       | 치카노 리나 후지에 레이나       | 카미에다 에미카 후지에 레이나 | 카미에다 에미카 키쿠치 아야카 | 카미에다 에미카 오오바 미나 | 마츠이 쥬리나 카미에다 에미카 |
| F    | 54 55 | 미야와키 사쿠라 마츠이 사키코   | 팀H 팀A         | 미야와키 사쿠라 키쿠치 아야카   | 키쿠치 아야카 이소하라 쿄카     | 키쿠치 아야카 사사키 유카리   | 카미에다 에미카 키쿠치 아야카 | 카미에다 에미카 오오바 미나 | 마츠이 쥬리나 카미에다 에미카 |
| F    | 56    | 키쿠치 아야카                   | 팀A             | 미야와키 사쿠라 키쿠치 아야카   | 키쿠치 아야카 이소하라 쿄카     | 키쿠치 아야카 사사키 유카리   | 카미에다 에미카 키쿠치 아야카 | 카미에다 에미카 오오바 미나 | 마츠이 쥬리나 카미에다 에미카 |
| F    | 57 58 | 사토 스미레 오오모리 미유       | 팀A 팀B         | 오오모리 미유 이소하라 쿄카     | 키쿠치 아야카 이소하라 쿄카     | 키쿠치 아야카 사사키 유카리   | 카미에다 에미카 키쿠치 아야카 | 카미에다 에미카 오오바 미나 | 마츠이 쥬리나 카미에다 에미카 |
| F    | 59    | 이소하라 쿄카                   | 팀S             | 오오모리 미유 이소하라 쿄카     | 키쿠치 아야카 이소하라 쿄카     | 키쿠치 아야카 사사키 유카리   | 카미에다 에미카 키쿠치 아야카 | 카미에다 에미카 오오바 미나 | 마츠이 쥬리나 카미에다 에미카 |
| F    | 60 61 | 우치야마 미코토 미야마에 아미   | 팀KII 팀E       | 우치야마 미코토 사사키 유카리   | 사사키 유카리 시마자키 하루카   | 키쿠치 아야카 사사키 유카리   | 카미에다 에미카 키쿠치 아야카 | 카미에다 에미카 오오바 미나 | 마츠이 쥬리나 카미에다 에미카 |
| F    | 62    | 사사키 유카리                   | 팀A             | 우치야마 미코토 사사키 유카리   | 사사키 유카리 시마자키 하루카   | 키쿠치 아야카 사사키 유카리   | 카미에다 에미카 키쿠치 아야카 | 카미에다 에미카 오오바 미나 | 마츠이 쥬리나 카미에다 에미카 |
| F    | 63    | 시마자키 하루카                 | 팀B             | 시마자키 하루카 타나베 미쿠     | 사사키 유카리 시마자키 하루카   | 키쿠치 아야카 사사키 유카리   | 카미에다 에미카 키쿠치 아야카 | 카미에다 에미카 오오바 미나 | 마츠이 쥬리나 카미에다 에미카 |
| F    | 64    | 타나베 미쿠                     | 팀B             | 시마자키 하루카 타나베 미쿠     | 사사키 유카리 시마자키 하루카   | 키쿠치 아야카 사사키 유카리   | 카미에다 에미카 키쿠치 아야카 | 카미에다 에미카 오오바 미나 | 마츠이 쥬리나 카미에다 에미카 |
| G    | 65 66 | 이리야마 안나 노나카 미사토     | 팀A 팀B         | 노나카 미사토 나토리 와카나     | 나토리 와카나 마츠모토 리나     | 나토리 와카나 유모토 아미     | 나토리 와카나 오오바 미나     | 카미에다 에미카 오오바 미나 | 마츠이 쥬리나 카미에다 에미카 |
| G    | 67    | 나토리 와카나                   | 팀B             | 노나카 미사토 나토리 와카나     | 나토리 와카나 마츠모토 리나     | 나토리 와카나 유모토 아미     | 나토리 와카나 오오바 미나     | 카미에다 에미카 오오바 미나 | 마츠이 쥬리나 카미에다 에미카 |
| G    | 68 69 | 마츠모토 리나 카타야마 하루카   | 팀KII 팀B       | 마츠모토 리나 이와사 미사키     | 나토리 와카나 마츠모토 리나     | 나토리 와카나 유모토 아미     | 나토리 와카나 오오바 미나     | 카미에다 에미카 오오바 미나 | 마츠이 쥬리나 카미에다 에미카 |
| G    | 70    | 이와사 미사키                   | 팀B             | 마츠모토 리나 이와사 미사키     | 나토리 와카나 마츠모토 리나     | 나토리 와카나 유모토 아미     | 나토리 와카나 오오바 미나     | 카미에다 에미카 오오바 미나 | 마츠이 쥬리나 카미에다 에미카 |
| G    | 71 72 | 야마우치 스즈란 코바야시 리카코 | 팀B 팀BII       | 야마우치 스즈란 우메다 아야카   | 우메다 아야카 유모토 아미       | 나토리 와카나 유모토 아미     | 나토리 와카나 오오바 미나     | 카미에다 에미카 오오바 미나 | 마츠이 쥬리나 카미에다 에미카 |
| G    | 73    | 우메다 아야카                   | 팀B             | 야마우치 스즈란 우메다 아야카   | 우메다 아야카 유모토 아미       | 나토리 와카나 유모토 아미     | 나토리 와카나 오오바 미나     | 카미에다 에미카 오오바 미나 | 마츠이 쥬리나 카미에다 에미카 |
| G    | 74    | 나카무라 마리코                 | 팀B             | 나카무라 마리코 유모토 아미     | 우메다 아야카 유모토 아미       | 나토리 와카나 유모토 아미     | 나토리 와카나 오오바 미나     | 카미에다 에미카 오오바 미나 | 마츠이 쥬리나 카미에다 에미카 |
| G    | 75    | 유모토 아미                     | A연             | 나카무라 마리코 유모토 아미     | 우메다 아야카 유모토 아미       | 나토리 와카나 유모토 아미     | 나토리 와카나 오오바 미나     | 카미에다 에미카 오오바 미나 | 마츠이 쥬리나 카미에다 에미카 |
| H    | 76 77 | 오오시마 유코 시로마 미루       | 팀K 팀N         | 시로마 미루 오오시마 료카       | 오오시마 료카 오오바 미나       | 오오바 미나 오오야 시즈카     | 나토리 와카나 오오바 미나     | 카미에다 에미카 오오바 미나 | 마츠이 쥬리나 카미에다 에미카 |
| H    | 78    | 오오시마 료카                   | 팀A             | 시로마 미루 오오시마 료카       | 오오시마 료카 오오바 미나       | 오오바 미나 오오야 시즈카     | 나토리 와카나 오오바 미나     | 카미에다 에미카 오오바 미나 | 마츠이 쥬리나 카미에다 에미카 |
| H    | 79    | 오오바 미나                     | 팀B/팀KII       | 오오바 미나 쿠라모치 아스카     | 오오시마 료카 오오바 미나       | 오오바 미나 오오야 시즈카     | 나토리 와카나 오오바 미나     | 카미에다 에미카 오오바 미나 | 마츠이 쥬리나 카미에다 에미카 |
| H    | 80    | 쿠라모치 아스카                 | 팀K             | 오오바 미나 쿠라모치 아스카     | 오오시마 료카 오오바 미나       | 오오바 미나 오오야 시즈카     | 나토리 와카나 오오바 미나     | 카미에다 에미카 오오바 미나 | 마츠이 쥬리나 카미에다 에미카 |
| H    | 81 82 | 사토 세이라 이치노 나루미       | 팀S 팀E         | 이치노 나루미 코야나기 아리사   | 코야나기 아리사 오오야 시즈카   | 오오바 미나 오오야 시즈카     | 나토리 와카나 오오바 미나     | 카미에다 에미카 오오바 미나 | 마츠이 쥬리나 카미에다 에미카 |
| H    | 83    | 코야나기 아리사                 | 팀M             | 이치노 나루미 코야나기 아리사   | 코야나기 아리사 오오야 시즈카   | 오오바 미나 오오야 시즈카     | 나토리 와카나 오오바 미나     | 카미에다 에미카 오오바 미나 | 마츠이 쥬리나 카미에다 에미카 |
| H    | 84    | 스즈키 시호리                   | 팀K             | 스즈키 시호리 오오야 시즈카     | 코야나기 아리사 오오야 시즈카   | 오오바 미나 오오야 시즈카     | 나토리 와카나 오오바 미나     | 카미에다 에미카 오오바 미나 | 마츠이 쥬리나 카미에다 에미카 |
| H    | 85    | 오오야 시즈카                   | 팀B             | 스즈키 시호리 오오야 시즈카     | 코야나기 아리사 오오야 시즈카   | 오오바 미나 오오야 시즈카     | 나토리 와카나 오오바 미나     | 카미에다 에미카 오오바 미나 | 마츠이 쥬리나 카미에다 에미카 |

## 결과
선발 횟수는 메이저 데뷔 1번째 싱글인 〈만나고 싶었어〉에서 33번째 싱글인 〈하트 일렉트릭 기타〉까지 AKB48 작품에서 단일 횟수로 커플링 곡은 포함되지 않았다.
3위 이하의 순위 결정전은 2013년 9월 23일에 마쿠하리 멧세에서 열린 〈사랑하는 포춘 쿠키〉의 악수회에서 내막에서 열렸다.
| 순위 | No. | 이름            | 소속      | 선발 횟수 | 비고                                |
| ---- | --- | --------------- | --------- | --------- | ----------------------------------- |
| 1위  | 1   | 마츠이 쥬리나   | 팀S/팀K   | 21회      | 싱글 곡 첫 단독 센터                |
| 2위  | 46  | 카미에다 에미카 | 팀BII     | 최초      | 팀BII 첫 선발팀 NMB48 3기생 첫 선발 |
| 3위  | 40  | 히라타 리나     | 팀K       | 최초      |                                     |
| 4위  | 79  | 오오바 미나     | 팀B/팀KII | 최초      |                                     |
| 5위  | 27  | 아베 마리아     | 팀K       | 3회       | 2대회 연속 선발 진입                |
| 6위  | 67  | 나토리 와카나   | 팀B       | 최초      |                                     |
| 7위  | 15  | 타노 유카       | 팀A       | 최초      |                                     |
| 8위  | 56  | 키쿠치 아야카   | 팀A       | 5회       |                                     |
| 9위  | 85  | 오오야 시즈카   | 팀B       | 1회       | 2대회 만에 선발 진입                |
| 10위 | 30  | 키타하라 리에   | 팀K       | 19회      | 2대회 만에 선발 진입                |
| 11위 | 53  | 후지에 레이나   | 팀K       | 4회       | 2대회 만에 선발 진입                |
| 12위 | 10  | 우노 미즈키     | N연       | 최초      |                                     |
| 13위 | 33  | 츠치야스 미즈키 | A연       | 최초      | AKB48 15기생 첫 선발                |
| 14위 | 62  | 사사키 유카리   | 팀A       | 최초      |                                     |
| 15위 | 20  | 후루하타 나오   | 팀E/팀K   | 최초      | SKE48 5기생 첫 선발                 |
| 16위 | 75  | 유모토 아미     | A연       | 최초      | AKB48 15기생 첫 선발                |